# أولاد يوسف (أولاد الحاج)
أولاد يوسف هو دُوَّار يقع بجماعة رأس الماء، إقليم الناظور، جهة الشرق في المملكة المغربية. ينتمي الدوّار لمشيخة أولاد الحاج التي تضم 7 دواوير. يقدر عدد سكانه بـ 987 نسمة حسب الإحصاء الرسمي للسكان والسكنى لسنة 2004.

## روابط خارجية
- البوابة الوطنية للجماعات الترابية
- المندوبية السامية للتخطيط